# Jan Hus
|  | Per a altres significats, vegeu «Jan Hus (pel·lícula)». |

Jan Hus (Husinec, Bohèmia del Sud, 1369 – Constança, 6 de juliol de 1415) va ser un predicador reformista, teòleg i pensador religiós txec. Va fundar el moviment hussita, moviment que volia reformar la vida eclesiàstica i social, precursor del protestantisme i figura clau de la reforma bohèmia. Mort a la foguera, és venerat com a màrtir del luteranisme.

## Biografia

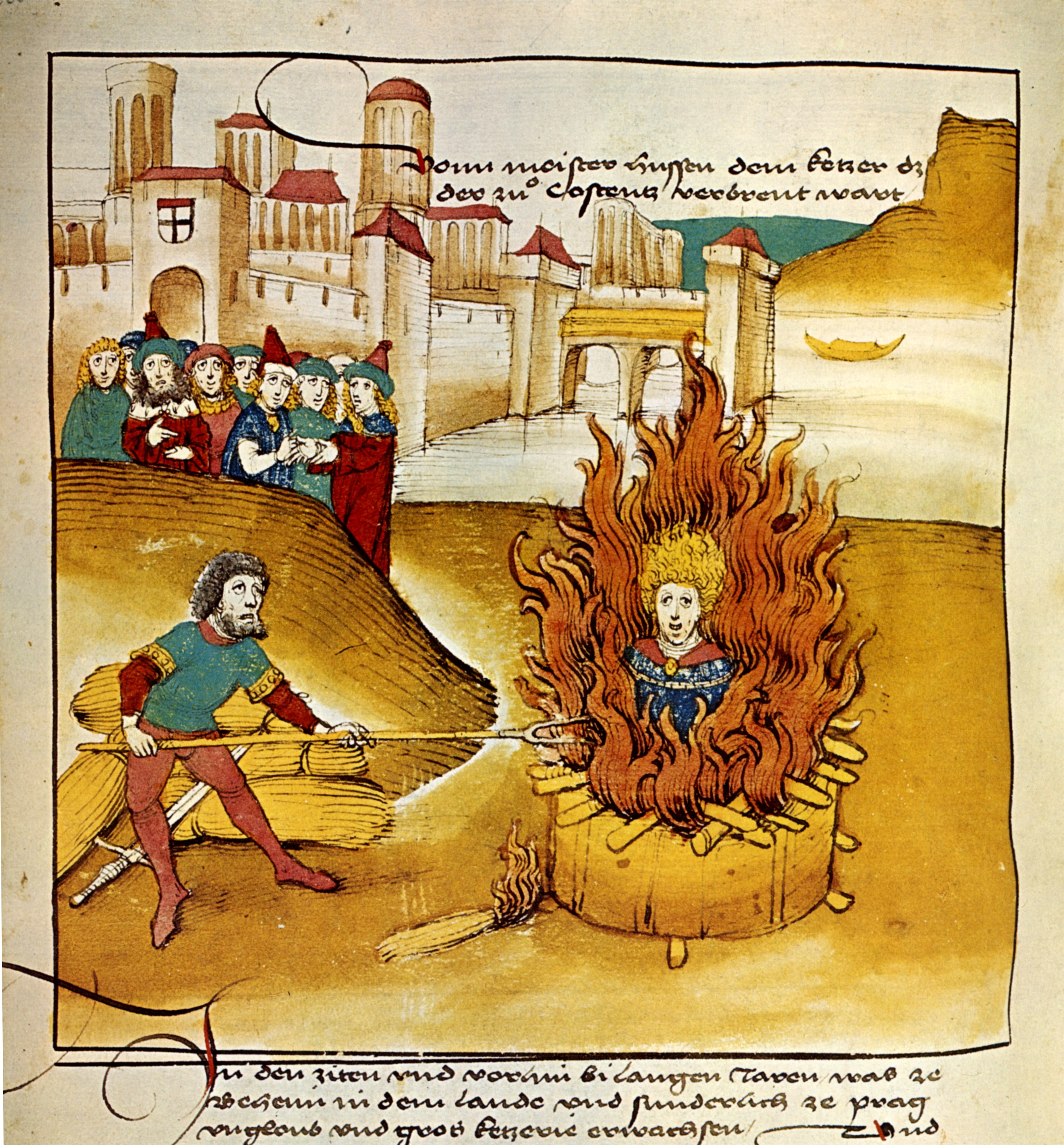
Mort de Hus en la Crònica de Spiezer, 1485

### Infància
La data exacta del naixement de Hus és controvertida. Alguns afirmen que va néixer cap al 1369, mentre que d'altres afirmen que va néixer atre el 1373 i el 1375. Tot i que fonts més antigues afirmen que va ser l'últim any, investigacions més contemporànies afirmen que 1372 és més probable. La creença que va néixer el 6 de juliol, també el dia de la seva mort, no té cap base. Hus va néixer a Husinec, al sud de Bohèmia, de pares camperols. El seu pare va morir sent Jan encara jove, per la qual cosa va ser criat amb molt esforç per la seva mare. Va demostrar tenir pietat i fervor religiós des de la seva infància, va participar com a escolà i va cantar al cor de l'església. Els llibres religiosos l'apassionaven. És ben sabut que Hus va prendre el seu nom del poble on vivia (Husinec). La raó per la qual va prendre el nom del seu poble en lloc del del seu pare és especulació; alguns creuen que va ser perquè Hus no coneixia el seu pare, mentre que altres diuen que simplement era un costum en aquella època. El nom Hus, però, significa oca en bohemi, i un segle més tard va ser esmentat com una oca de Bohèmia en un somni donat a Frederic, l'elector de Saxònia. Gairebé tota la resta d'informació coneguda sobre els primers anys de vida de Hus no té fonament. De la mateixa manera, sabem poc de la família d'en Hus. El nom del seu pare era Miquel; el nom de la seva mare és desconegut. Se sap que Hus tenia un germà perquè va expressar preocupació pel seu nebot mentre esperava l'execució a Constança. Es desconeix si Hus tenia o no cap altra família.

### Formació
A l'edat d'aproximadament 10 anys, Hus va ser enviat a un monestir. No se sap el motiu exacte; alguns afirmen que el seu pare havia mort, altres diuen que hi va anar per la seva devoció a Déu. Va impressionar els professors amb els seus estudis, i li van recomanar que es traslladés a Praga, una de les ciutats més grans de Bohèmia en aquell moment. Pel que sembla, Hus es va mantenir aconseguint una feina a Praga, cosa que li permetia satisfer les seves necessitats bàsiques, i accés a la Biblioteca de Praga.
Jan Hus va rebre la millor educació que permetien les circumstàncies, aprenent prou sobre els escriptors de Grècia i Roma en una escola privada a la província de Bohèmia, on va obtenir el títol de Batxiller en Teologia l'any 1398. Va ser admès a la Universitat de Praga. Tot i no ser un estudiant excepcional, va continuar els seus estudis amb intensitat. El 1393, Hus va obtenir una llicenciatura en arts a la Universitat de Praga i el màster el 1396. Les opinions fortament antipapals que tenien molts dels professors d'allà probablement van influir en les obres futures de Hus. Durant els seus estudis, va fer de nen de cor, per complementar els seus ingressos.
A l'ambient universitari, Jan Hus es va trobar amb una forta divisió de nacionalitats: bavaresos, saxons, polonesos i bohemis (txecs). Una forta mentalitat independentista marcava aquests últims, els txecs lluitaven freqüentment contra els altres. Fins i tot en el camp de les teories filosòfiques es marcava la diferència, per exemple, els txecs es basaven en el realisme, mentre que els alemanys eren partidaris del nominalisme. A la universitat de Praga regnava la concepció teològica filosòfica del realisme scotista, del qual es va veure influenciat el pensament de Hus.

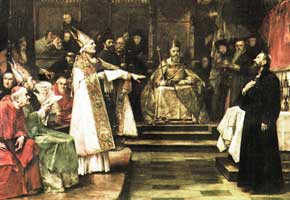
Jan Hus al Concili de Constança.

Jan Hus va ser escriptor d'una gran obra anomenada Eclessia (Església en grec), detallant les seves principals discrepàncies contra el sistema catòlic imperant en aquesta època que Crist és el cap de l'Església i no pas el papa i els cardenals. Aquest escrit va ser clau per despertar l'Església protestant.

### Carrera eclesiàstica
Hus va ser ordenat sacerdot el 1400, i nomenat predicador, primer a l'església de Sant Miquel i després a la capella de Betlem. Allà flagellava la relaxació moral del clergat. Va participar al moviment politicosocial sorgit de l'escola de predicadors de Milia de Kromeriz, que volien tornar al cristianisme primitiu, i s'oposaven a la jerarquia. Va ser nomenat rector de la Universitat de Praga el 1409.
Hus va crear des del 1408 un moviment cristià basat en les idees de John Wycliffe. Els seus seguidors van rebre el nom de hussites, i es van multiplicar quan l'Església catòlica patia el cisma d'Occident. Hi havia dos papes, als quals el 1409 s'hi va afegir un de tercer, Alexandre V, que va condemnar el moviment hussita, i va excomunicar Jan Hus. Convocat el concili de Constança amb l'objectiu de reunificar l'Església catòlica, Hus hi va anar a defensar els seus punts de vista, però va ser condemnat allà a morir a la foguera, i el 6 de juliol del 1415 va ser cremat viu.
Abans de ser cremat, Hus va dir les paraules següents al botxí: «Rostiràs una oca (hus significa 'oca' en txec), però d'aquí a un segle et trobaràs amb un cigne que no podràs torrar». Se suposa que Martí Luter compleix la profecia: 102 anys després, va clavar les seves 95 tesis a Wittenberg, i se l'acostuma a identificar amb un cigne.
O sancta simplicitas! (oh, santa ingenuïtat!) va ser, segons la llegenda, l'última frase pronunciada per Jan Hus (1369-1415), quan ja era al martiri de la foguera, a la qual havia estat condemnat per heretge, i va veure una dona vella que, moguda pel seu zel religiós, llançava més llenya a les flames.

## Influència
Hus va ser un precursor del protestantisme. Els seus escrits li van fer guanyar un lloc important a la literatura txeca. Havia estudiat a l'escola de Llatí de Praga, i amb el temps, va introduir els símbols diacrítics a l'escriptura de la llengua txeca (especialment el háček). Gràcies a això cada so podia ser escrit amb només un símbol, simplificant l'escriptura.
El professor Thomas Garrigue Masaryk va utilitzar el nom de Hus en el seu discurs a la Universitat de Ginebra el 6 de juliol de 1915, per la defensa contra Àustria i el juliol de 1917 per al títol del primer cos de tropes de les seves legions a Rússia.
El 1999, el papa Joan Pau II va dir que «Hus és una figura memorable per moltes raons, però sobretot per la seua valentia moral davant les adversitats i la mort. Tinc l'obligació d'expressar la meua profunda pena per la mort cruel d'en Jan Hus, i per la consegüent ferida, font de conflictes i divisions, que es va obrir a la ment i el cor del poble bohemi».
A Jan Hus, se li ha dedicat un conjunt escultòric a la plaça de la Ciutat Vella (Staroměstské námestí) de Praga.

## Llegat

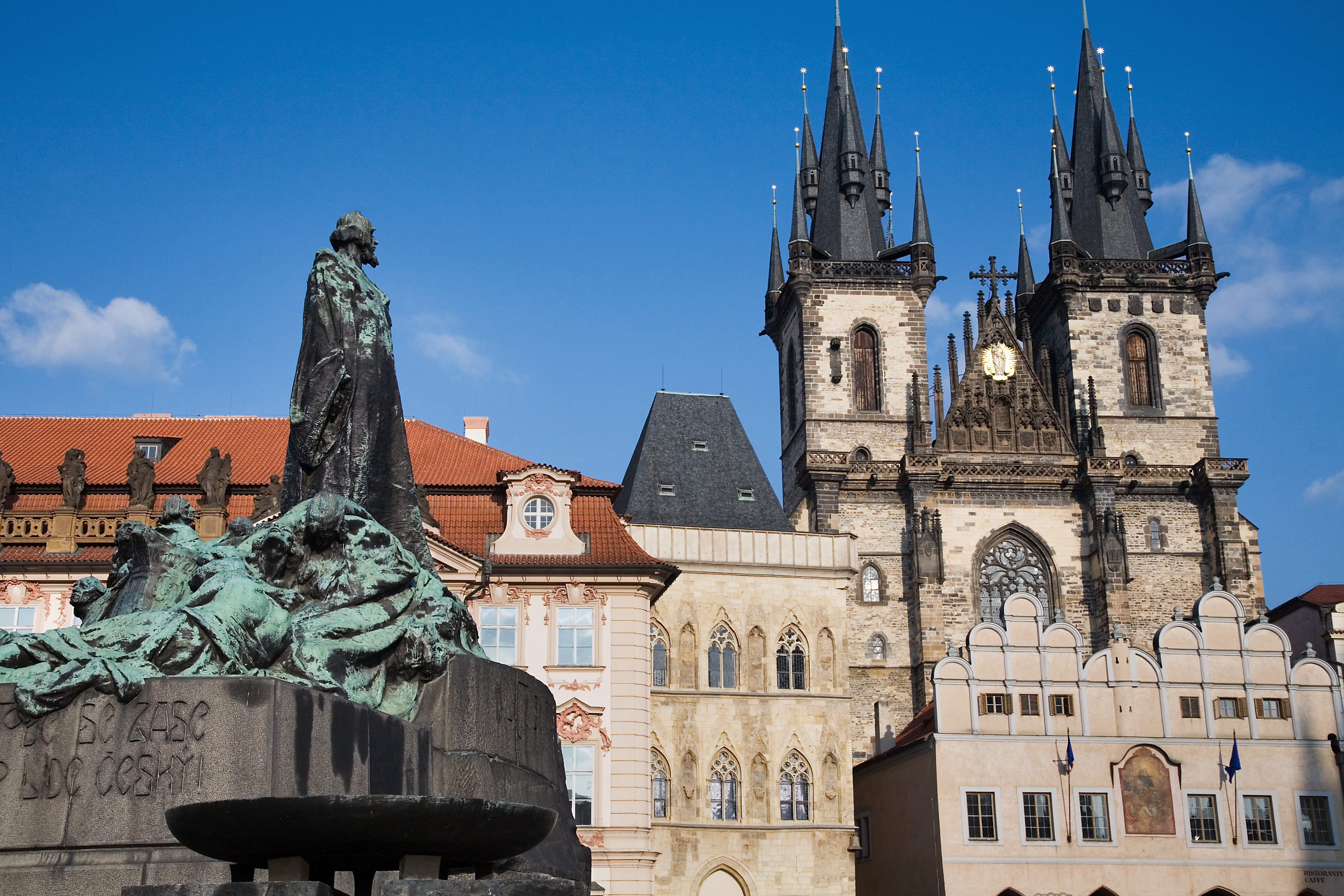
Memorial de Jan Hus a la Plaça de la Ciutat Vella de Praga, construït el 1915

Un segle després de l'inici de les Guerres hussites, fins a un 90% dels habitants de les terres txeques eren hussites (tot i que seguien la tradició utraquista després d'una victòria conjunta utraquista-catòlica a les Guerres Hussites). Bohèmia va ser l'escenari d’un dels moviments previs a la reforma més significatius, i encara hi ha seguidors protestants en temps moderns; tot i que ja no constitueixen la majoria: les raons històriques suggerides inclouen la persecució dels protestants pels Habsburg catòlics, particularment després de la batalla de la Muntanya Blanca el 1620; restriccions durant el règim comunista i també la secularització en curs. Els txecs moderns mostren una desconfiança molt alta envers les institucions religioses i d'altres tipus.
Jan Hus va ser un contribuent clau al protestantisme, els ensenyaments del qual van tenir una forta influència en els estats d'Europa i en Martí Luter. Les Guerres hussites van donar lloc als Pactes de Basilea, que van permetre una Església reformada al Regne de Bohèmia, gairebé un segle abans que aquests desenvolupaments tinguessin lloc en la Reforma luterana. La Unitas Fratrum (o Església Moraviana) és la seu actual dels seguidors de Hus. Els extensos escrits de Hus li van valer un lloc destacat en la història literària txeca.
El 1883, el compositor txec Antonín Dvořák va compondre la seva Obertura hussita basada en melodies utilitzades pels soldats hussites. Sovint la interpretava el director d'orquestra alemany Hans von Bülow.
El professor Tomáš Garrigue Masaryk va utilitzar el nom de Hus en el seu discurs a la Universitat de Ginebra el 6 de juliol de 1915, per a la defensa contra Àustria i el juliol de 1917 per al títol del primer cos de tropes de les seves legions a Rússia.
Avui, el Memorial Jan Hus es troba a la plaça de la Ciutat Vella de Praga (txec: Staroměstské náměstí), i hi ha molts monuments commemoratius més petits en altres ciutats de la República Txeca.
A la ciutat de Nova York, una església de Brooklyn (situada al número 153 d'Ocean Avenue) i una església i un teatre de Manhattan (situats al número 351 d'East 74th Street) porten el nom de Hus, l'església moraviana John Hus i el teatre Jan Hus, respectivament. Tot i que l'església i el teatre de Manhattan comparteixen un únic edifici i gestió, les produccions del teatre solen ser no religioses ni confessionals.
Una estàtua de Jan Hus va ser erigida al cementiri Union de Bohemia, Nova York (a Long Island) per immigrants txecs a la zona de Nova York el 1893.
En contrast amb la percepció popular que Hus era un protoprotestant, alguns cristians ortodoxos orientals han argumentat que la seva teologia era molt més propera al cristianisme ortodox oriental. Jan Hus és considerat un sant màrtir en algunes jurisdiccions de l'Església Ortodoxa. L’Església hussita txecoslovaca afirma que el seu origen es troba a Hus, que és neohussita, i conté elements ortodoxos orientals i protestants. Avui dia, és considerat un sant per les esglésies ortodoxes de Grècia, Xipre, Txecoslovàquia i diverses altres.
Hus va ser votat com el més gran heroi de la nació txeca en una enquesta de la Ràdio Txeca del 2015.

## En la cultura popular
Hus apareix a la trilogia orgullosa de Mezi de l'escriptor Alois Jirásek.
Jan Hus és un personatge principal de la Trilogia revolucionària hussita dirigida per Otakar Vávra. És interpretat per Zdeněk Štěpánek a la pel·lícula Jan Hus de 1954.
Jan Hus és interpretat per Rod Colbin a la pel·lícula americana John Hus de 1977.
Jan Hus és un personatge important de l'obra teatral České nebe.
La pel·lícula txeca ' Jan Hus es va estrenar el 2015. Va ser protagonitzada per Matěj Hádek.
Jan Hus s'esmenta amb freqüència al videojoc del 2018 Kingdom Come: Deliverance i a la seva seqüela, Kingdom Come: Deliverance II; ambdues accions tenen lloc abans de les Guerres hussites.
Hus apareix a la pel·lícula Medieval del 2022, interpretada per Viktor Krištof.
Les vides de Hus i Petr Chelčický són el tema del llibre Hus a Chelčický 2014 per a nens més grans, escrit i il·lustrat per Renáta Fučíková. El llibre va guanyar el premi HOLLAR de l'Associació d'Artistes Gràfics Txecs per les seves il·lustracions.

## Galeria

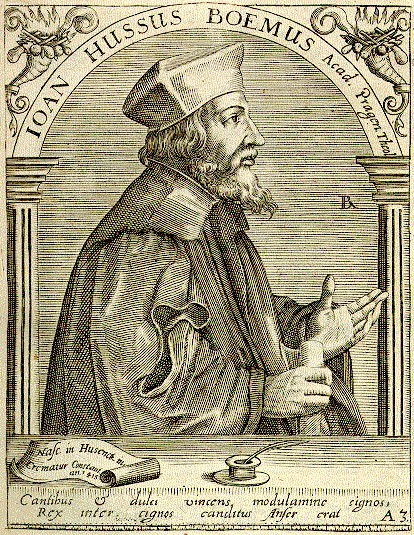
Gravat del s. XVI
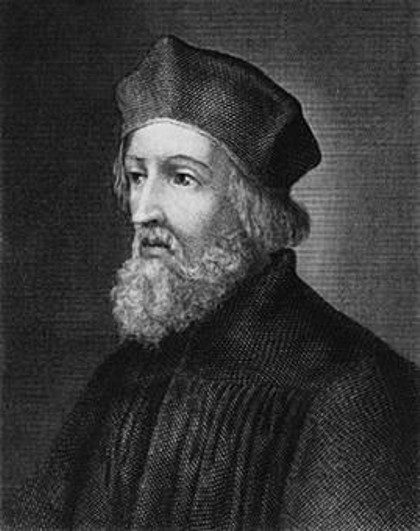
Gravat del s. XIX
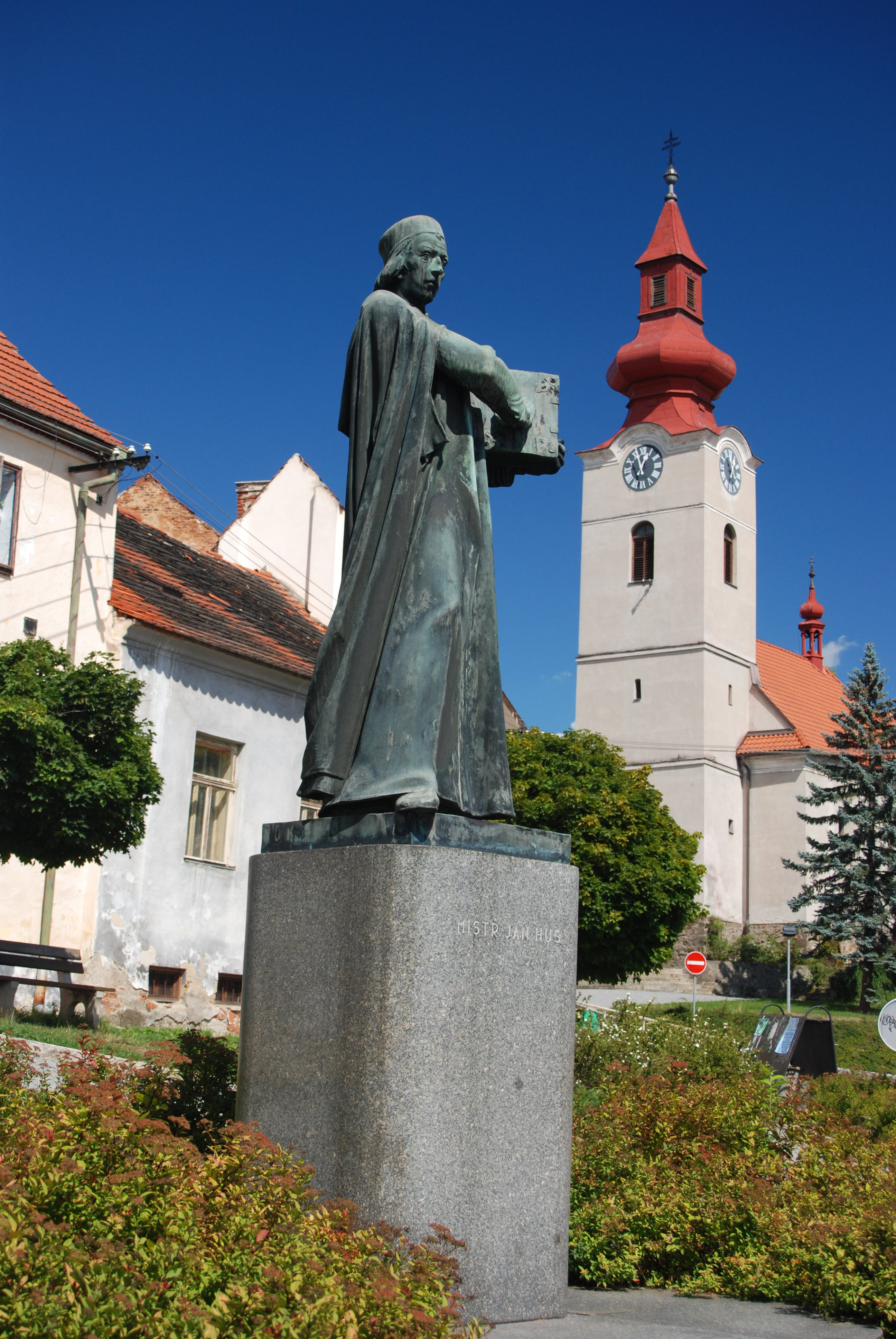
Monument a Husinec
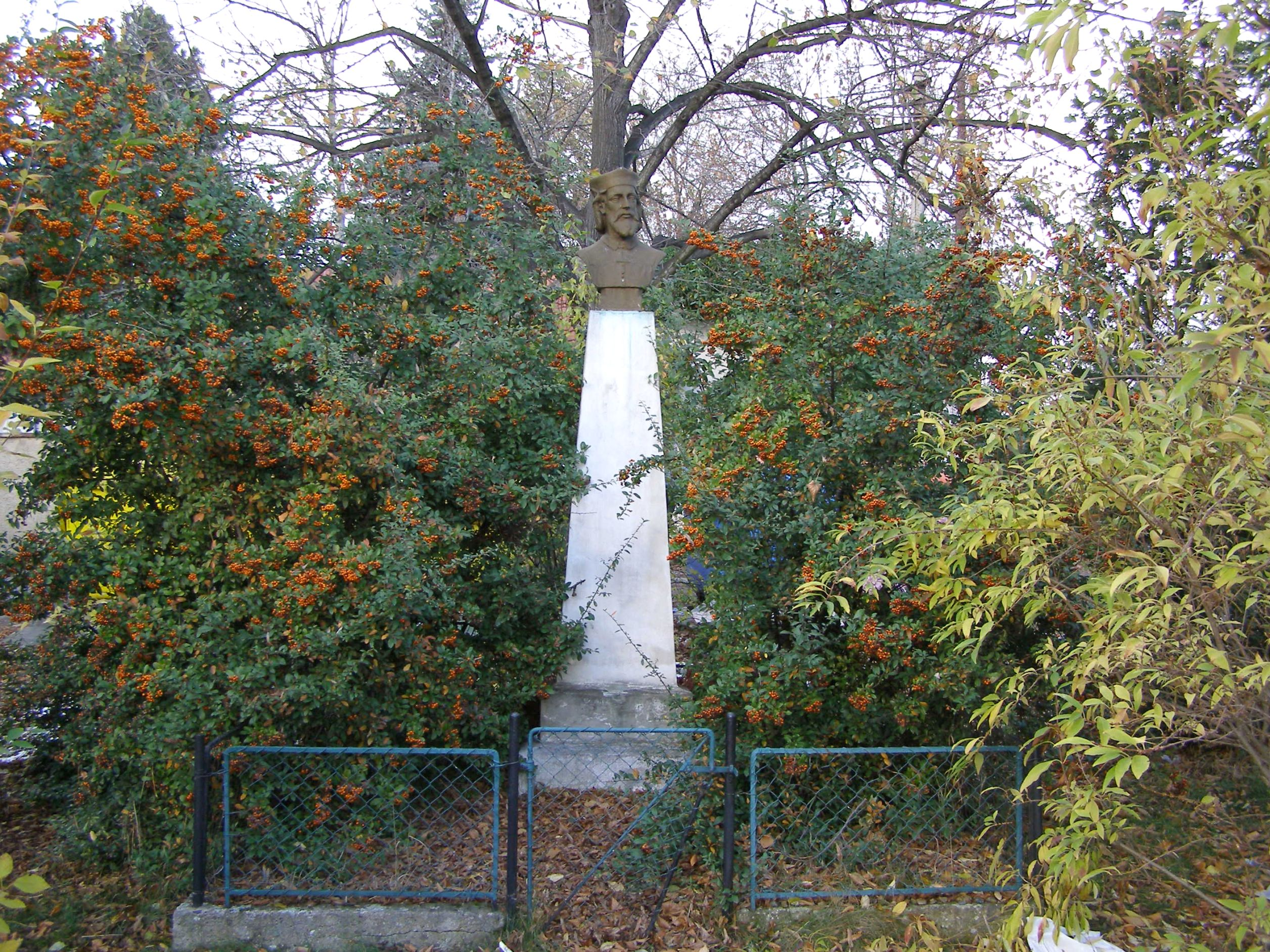
Monument a Zdiby
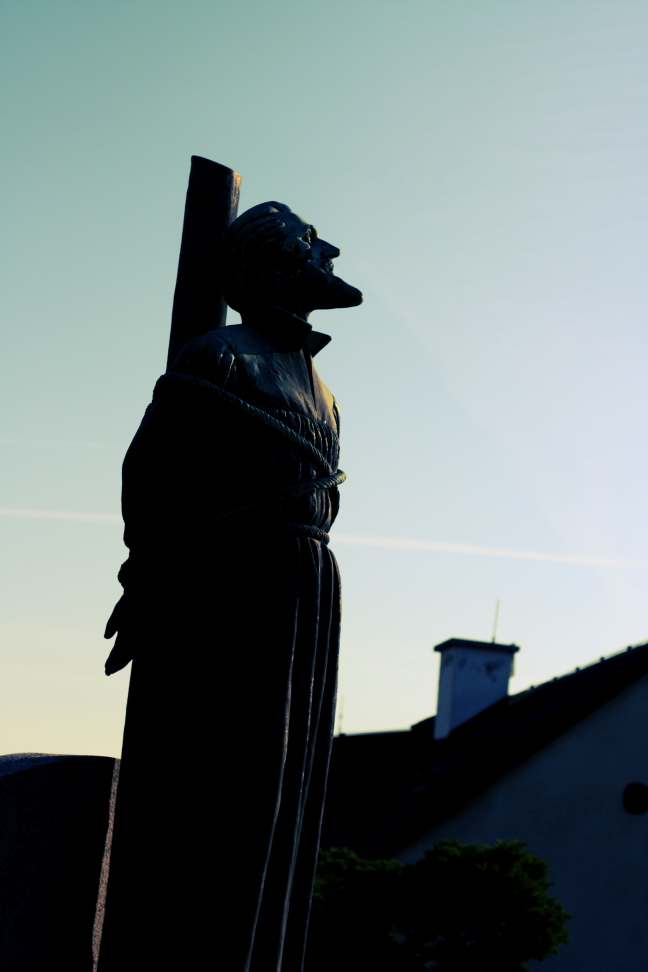
Monument a Zbraslav (Praga)
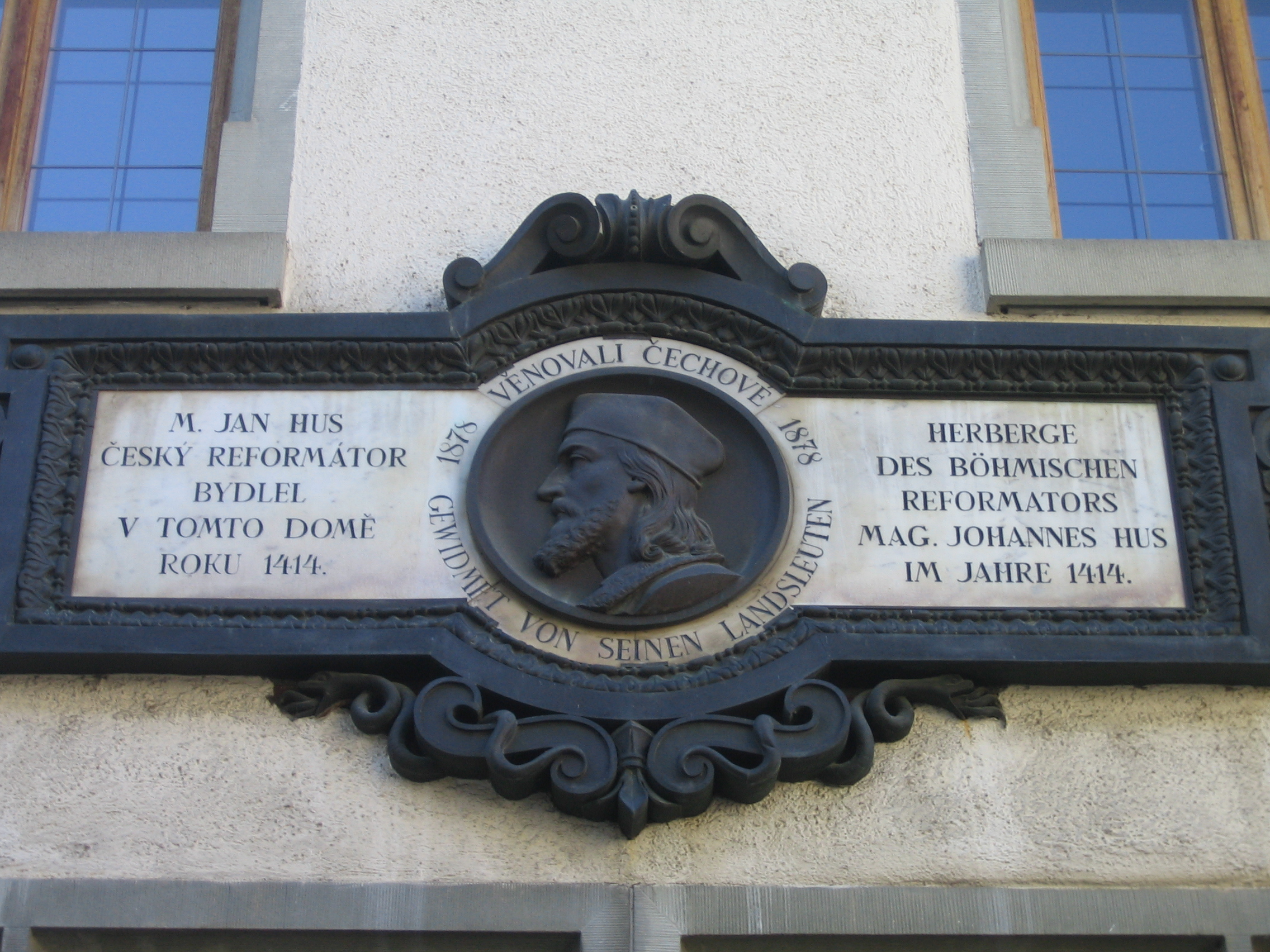
Placa a la casa on visqué Hus a Constança
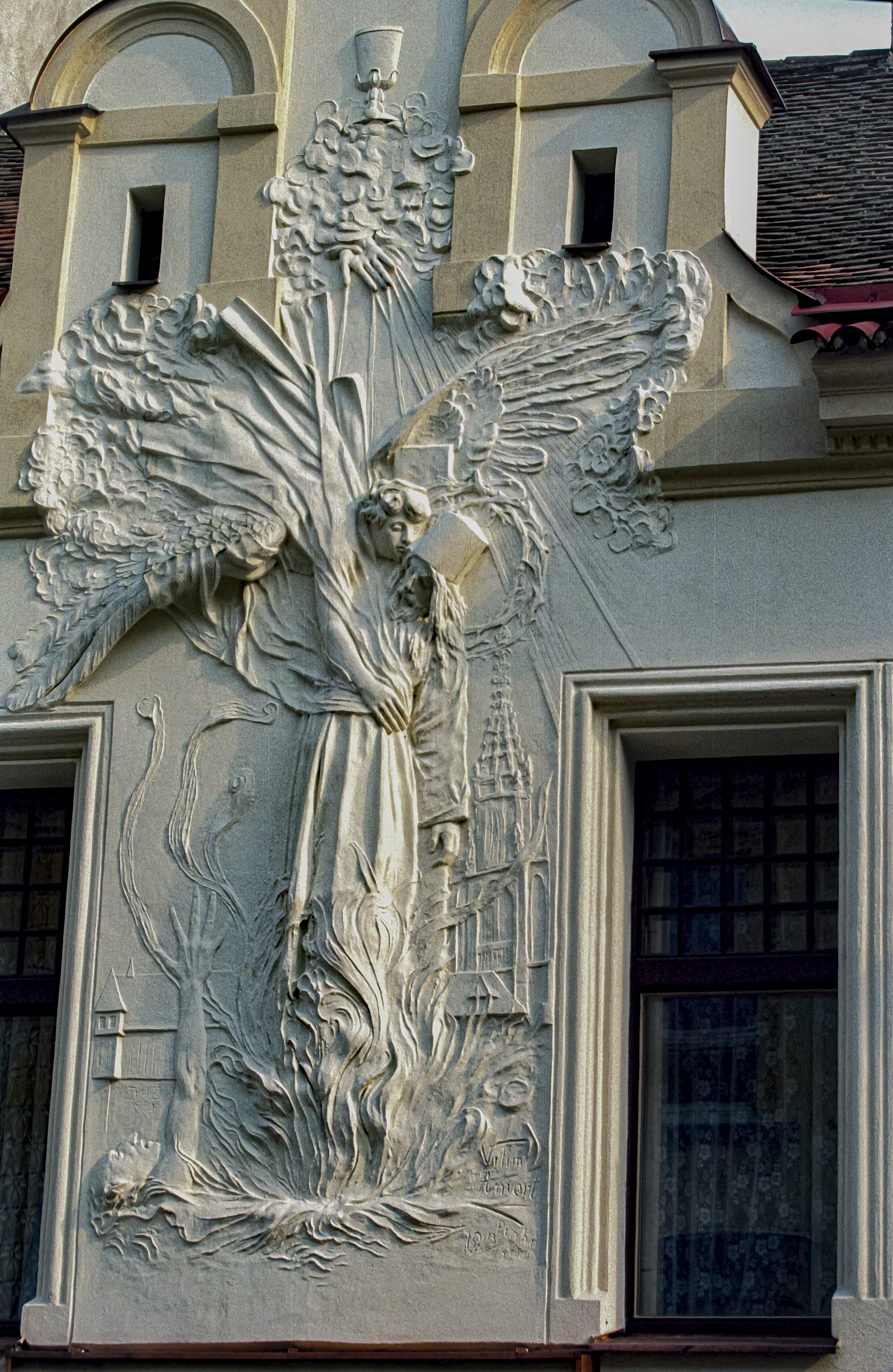
Decoració d'estuc en l'elevació de la casa a Pardubice
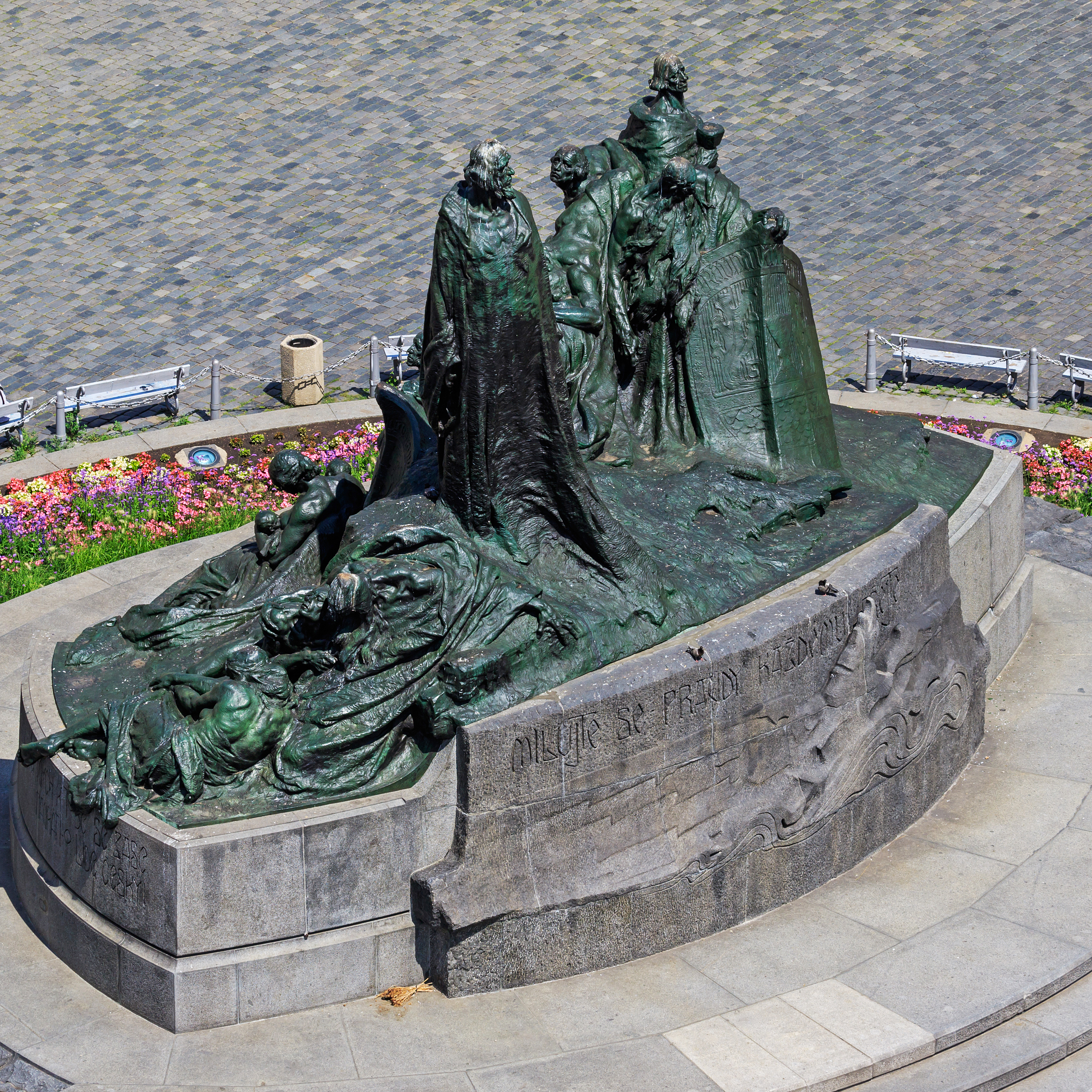
Monument a Hus a Praga
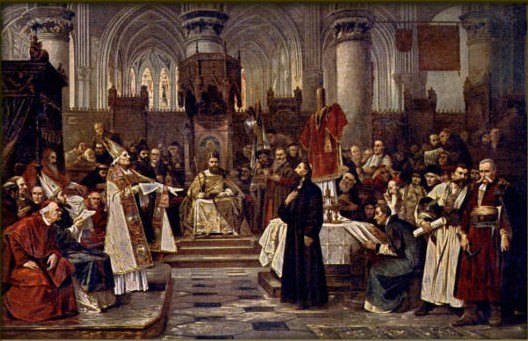
Hus al concili de Constança, per Václav Brožík, ca. 1880